# Hector Goetinck
Hector Goetinck (Bruges, 5 marzo 1887 – Knokke-Heist, 25 giugno 1943) è stato un calciatore e allenatore di calcio belga.

## Carriera

### Giocatore
Goetinck giocò la sua intera carriera con il FC Bruges in cui fu un giocatore importante assieme a Robert De Veen e Charles Cambier. Nella stagione 1919-1920, la prima dopo la Grande Guerra, riuscì a vincere il campionato belga, il primo assoluto del Bruges.
Goetinck fu importante anche per la Nazionale belga con la quale segnò 2 gol in 17 match.

### Allenatore
Nel 1930, Goetinck divenne allenatore del FC Bruges e della Nazionale belga, con quest'ultima prese parte alla Coppa del Mondo 1930 e alla Coppa del Mondo 1934.
Morì nel 1943 quando una bomba cadde sopra l'hotel in cui soggiornava a Heist.

## Palmarès
- Campionato belga: 1

FC Bruges: 1919-1920